# Publiek domein
Publiek domein is een gangbare benaming voor de status van werken, zoals teksten, beelden, geluidsopnamen en programmatuur, waarbij de auteursrechten en aanverwante rechten, waaronder naburige rechten en databankenrechten, verlopen zijn of niet van toepassing zijn.
Het auteursrecht bepaalt dat een werk niet door anderen mag worden veranderd of opnieuw worden gepubliceerd zonder expliciete toestemming van de rechtverkrijgende. De meeste creatieve werken vallen automatisch onder het auteursrecht, ook als de auteur dit niet expliciet opeist. Zulke werken komen in het publiek domein als de auteursrechten erop verlopen.
Als een werk vrij van auteursrechten is, betekent dat niet dat op dat werk gebaseerde werken dat ook zijn. Een vertaling bijvoorbeeld, of een in nieuwe spelling overgebrachte editie, of een nieuw geredigeerde uitgave van bladmuziek, wordt beschouwd als een werk op zichzelf, met eigen auteursrechten.
Het claimen van auteursrechten op werk dat zich in het publieke domein bevindt wordt copyfraud genoemd.

## Automatisch publiek domein
Auteursrecht en aanverwante rechten verlopen altijd op 1 januari opvolgend de duur van het recht. Deze dag wordt wel publiekdomeindag genoemd.
In Europa is de duur van het auteursrecht afhankelijk of de maker bekend is. Is de maker bekend dan is de duur van het recht 70 jaar opvolgend de dood van de maker. Wanneer de maker niet bekend is – als de maker niet is aangeduid of slechts een instelling, bedrijf of organisatie als maker is aangeduid – dan is de duur van het auteursrecht 70 jaar na rechtmatige publicatie van het werk.
Voorheen was deze periode korter. In andere landen kunnen andere termijnen gehanteerd worden, meestal tussen 50 en 70 jaar na de dood van maker. De Conventie van Bern uit 1886, waaraan 160 landen deelnemen, regelt een termijn van minstens 50 jaar na de dood van de maker. België was bij de oorspronkelijke ondertekenaars van deze Conventie; Nederland trad in 1912 toe.
Erfgoedinstellingen die werken publiceren die in het publieke domein zijn gevallen gebruiken vaak de Creative Commons Public Domain Mark. Hiermee geven zij voor hun bezoekers aan het dat object zonder restricties bruikbaar zijn.

## Expliciet publiek domein
Sommige auteurs publiceren werk met de expliciete vrijwaring van auteursrecht en naburige rechten. Ze doen hiermee afstand van deze rechten voor zover dat mogelijk is. Het is niet duidelijk of dit juridisch wel mogelijk is binnen de Europese Unie. Om dit mogelijk te maken wordt een Creative Commons Publiek Domein Verklaring (CC0) gebruikt.

## Publiek domein in wet- en regelgeving

### Europese Unie
De Europese richtlijn inzake auteursrechten en naburige rechten in de digitale eengemaakte markt (CDSM-richtlijn) bepaald dat er bij digitalisering van publieke domein werken geen nieuw auteursrecht ontstaat, tenzij bij die reproductiehandeling materiaal ontstaat dat origineel is in die zin dat het de eigen intellectuele schepping van de auteur is.

### Nederland
De Nederlandse wetgever heeft het hierboven beschreven artikel 14 van de Europese CDSM-richtlijn niet omgezet naar een wetsartikel. De wetgever argumenteert dat "Artikel 14 [..] geheel in lijn [is] met het geldende recht en behoeft daarom geen omzetting." In Nederland ontstaat bij een reproductie van een publiek domein werk dus geen auteursrecht, tenzij de reproductie de eigen intellectuele schepping van de auteur is.
Daarnaast wordt in artikel 11 van de Auteurswet bepaald dat op regelingen en beslissingen van de Nederlandse overheid geen auteursrecht bestaat: "Er bestaat geen auteursrecht op wetten, besluiten en verordeningen, door de openbare macht uitgevaardigd, noch op rechterlijke uitspraken en administratieve beslissingen."

### Verenigde Staten
Sommige werken zijn op het moment van vervaardiging al in het publieke domein, bijvoorbeeld alle publicaties van de Amerikaanse federale overheid, zoals The World Factbook van de CIA. Bovendien was het tot 1989 in de Amerikaanse wetgeving zo, dat alle werken waarvan het auteursrecht niet expliciet werd opgeëist, automatisch in het publieke domein terechtkwamen.

## Andere betekenissen
De term publiek domein wordt ook gebruikt als aanduiding van
- de openbare ruimte, dat wil zeggen de fysieke ruimte die niet privé/privaat is;
- in overdrachtelijke zin, het publiek domein als het openbare discussieforum, de sfeer of virtuele ruimte waarbinnen algemeen toegankelijke maatschappelijke discussies plaatsvinden.